# Habituacja
Habituacja, przywykanie – jedna z form nieasocjacyjnego uczenia się; proces poznawczy, polegający na stopniowym zanikaniu reakcji na powtarzający się bodziec, jeżeli nie niesie on żadnych istotnych zmian (informacji). Habituacja związana jest z czynnością układu siatkowatego. Każdy nowy bodziec najpierw wywołuje pobudzające działanie tworu siatkowatego, w miarę powtarzania bodźca układ siatkowaty wywiera działanie hamujące na przekaźnictwo impulsów w związanych z nim drogach czuciowych. W elektroencefalogramie habituacja związana jest z pojawieniem się fal wolnych i synchronizacją zapisu.
Przeciwieństwem habituacji jest dyshabituacja.

## Obserwacja
Habituacja była badana na zwoju nerwowym brzusznym u przedstawicieli rodzaju Aplysia i rdzeniu kręgowym u kota.
Efekt ten można zaobserwować w przypadku wszystkich zmysłów człowieka, na przykład:
- Zmysł dotyku: Aby zaobserwować habituację należy się położyć bez ruchu, tak aby żadna część ciała, nie była przyciśnięta do niczego zbyt mocno. Po kilkunastu minutach w bezruchu człowiek nie odczuwa już żadnego dotyku, choć wciąż odczuwa wrażenie temperatury (te receptory mają dłuższy czas habituacji). Innym przykładem z dnia codziennego jest przyzwyczajenie się do ubrań i nieodczuwanie ich obecności.

- Zmysł słuchu: Ludzie zwykle nie zwracają uwagi na dźwięki stale im towarzyszące.

- Zmysł wzroku: Aby zaobserwować habituację należy jak najdłużej wpatrywać się w jeden punkt bez mrugnięcia. W okolicy nie może być silnych źródeł światła (za bardzo męczą wzrok). Po pewnym czasie na siatkówce zostanie utrwalony negatywowy obraz tego, co widać. Obraz ten coraz bardziej nakłada się na obraz wpadający do oka, aż powstaje jednolita szarość. Dość trudno otrzymać ten efekt, gdyż oko szybko się męczy, a każde mrugnięcie zmienia bodźce oddziaływające na siatkówkę, przeszkadzając w uzyskaniu efektu habituacji. Przy spojrzeniu odrobinę w bok obraz negatywowy nakłada się wówczas z pozytywowym wszędzie z wyjątkiem krawędzi jednolitych plam barwnych. Widać wówczas tylko te krawędzie – efekt uzyskiwany na ogół wyłącznie przy pomocy komputerowych filtrów do obróbki obrazów. Komórki oka bardzo szybko doznają habituacji, jednak efekt ten jest w dużej mierze kompensowany przez mimowolne ruchy oczu (są to drobne ruchy oczu wokół punktu, na który patrzymy). Sprawia to, iż ostatni z opisanych powyżej eksperymentów jest najtrudniejszy do przeprowadzenia.
- Zmysł węchu: ludzie dłużej utrzymujący na sobie jakiś zapach przestają zwracać na niego uwagę; mogą nie czuć zapachu własnego, na który inni reagują z obrzydzeniem.

## Zastosowanie
Habituacja jest wykorzystywana przy polowaniu przez niektóre ptaki drapieżne, u których mimowolne ruchy oczu nie występują. Dzięki temu ich oczy podczas szybowania wysoko ponad terenem łownym podlegają habituacji i tym samym pokazują wyłącznie wszelkie ruchy zwierząt na ziemi – nieruchome obiekty przy szybowaniu na dużej wysokości praktycznie nie zmieniają swego wyglądu, więc siatkówka do nich przywyka.